# ایناو
ایناو (انگلیسی: ENAV) شرکت مدیریت ترافیک هوایی ایتالیایی است، که در سال ۱۹۸۲ توسط وزارت اقتصاد و دارایی ایتالیا تأسیس شد.